# آیرولایتس بیرکت
آیرولایتس بیرکت (به انگلیسی: AeroLites_Bearcat) یک هواگرد ملخ‌پیشین تک‌موتوره از نوع هواپیمای دست‌ساز ساخت شرکت AeroLites است. هواگرد آیرولایتس بیرکت نخستین پروازش را در ۱۹۸۴ میلادی انجام داد.